# Gottfried Heinrich zu Pappenheim

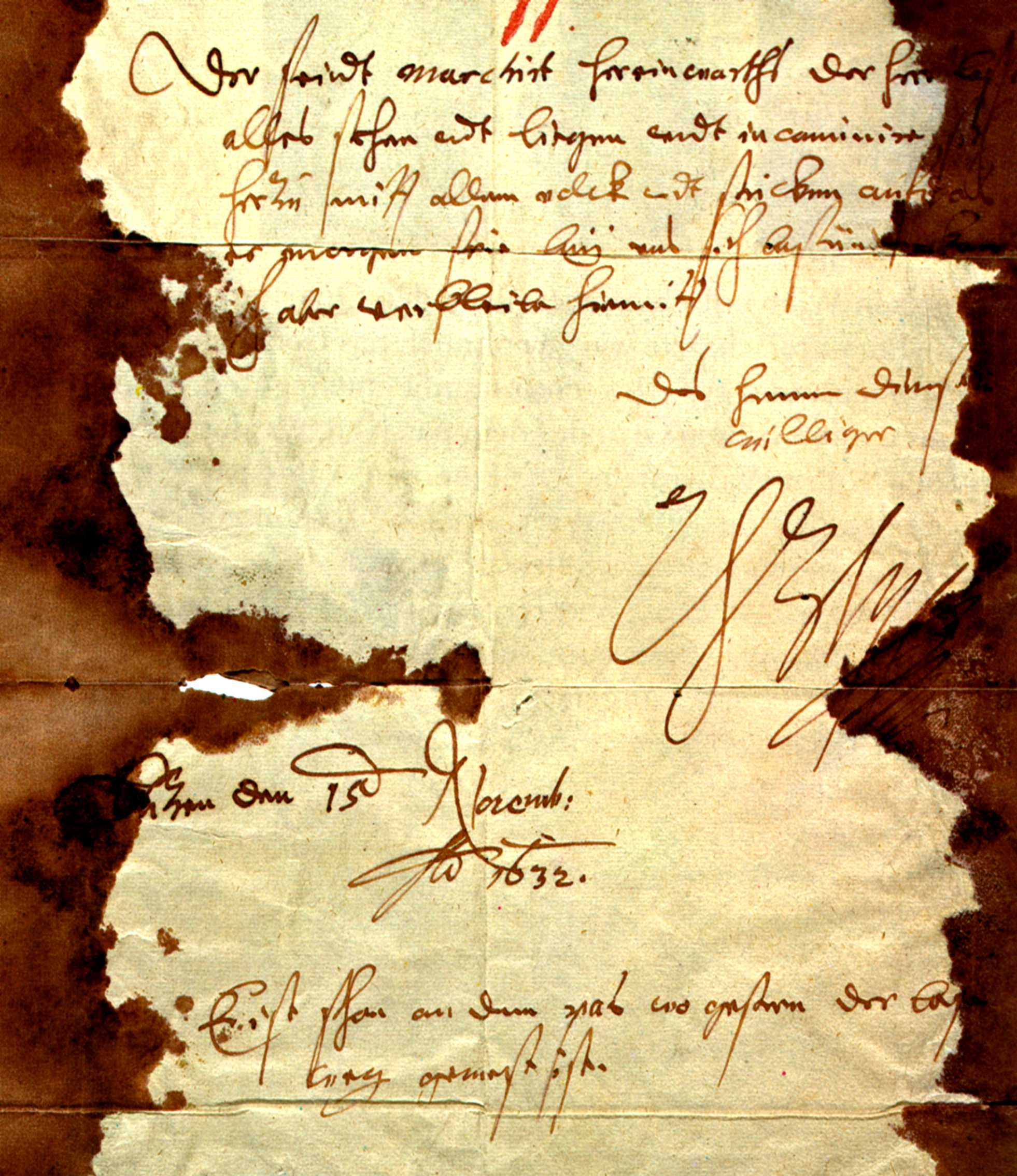
Wallensteins brev

Gottfried Heinrich zu Pappenheim (även beskriven som von Pappenheim) född 29 maj 1594, död 7 november 1632, var en tysk (bayersk) militär, från 1628 utnämnd till riksgreve.

## Biografi
Pappenheim tillhörde en urgammal krigarätt. Han studerade bland annat vid Altdorfs och Tübingens universitet, innan han gjorde en långvarig studieresa till södra och västra Europa. 1614 övergick den i ett protestantiskt hem uppfostrade Pappenheim till katolska tron. 
Vid trettioåriga krigets utbrott 1618 tog han tjänst hos Maximilian I av Bayern och deltog bland annat under Johann Tserclaes Tilly i slaget vid Vita berget 1620. Han tjänstgjorde därefter under Ernst von Mansfeld i Pfalz och därefter åter under Tilly, tills han 1625 under ett år övergick i Filip IV av Spaniens tjänst i Italien. 1626 återvände han för att bekämpa bondeupproret i Oberösterreich, och kuvade dessa under fruktansvärda härjningar i landet. I augusti 1627 förflyttades han till Niedersachsen, där han belägrade och intog Wolfenbüttel. 
Efter några års relativ overksamhet, under vilken tid han förgäves försökte tillskansa sig hertigdömet Braunschweig-Wolfenbüttel, fick han 1629 Albrecht von Wallensteins uppdrag att tvinga det motsträviga Magdeburg till underkastelse men misslyckades. Efter Gustav II Adolfs inträdande på krigsskådeplatsen sändes Pappenheim mot Frans Albrekt av Sachsen-Lauenburg, tog denne tillfånga i Ratzeburg och vände sig mot Magdeburg, som han vintern 1630/31 höll belägrad. Då slutligen Tilly kommit till bistånd, var det Pappenheims blockadtrupper som utgjorde kärnan i den armé som stormade staden. 
I slaget vid Breitenfeld 17 september 1631 förde Pappenheim befälet över vänstra flygeln men gjorde alltför djärva anfall med sitt kavalleri, och bidrog därigenom till nederlaget. Pappenheim opererade därefter i Gustav II Adolfs rygg i Niedersachsen och Westfalen och hade betydande framgångar.
Omkring årsskiftet 1631/32 erbjöd han den spanska infantinnan i Bryssel sina tjänster, vilka tacksamt mottogs, och föreslog en hjältemodig men resultatlös stormning av Maastricht. Då han lämnades utan hjälp av spanjorerna återvände han förbittrad till Tyskland. Han uppträdde då mera egenmäktigt och hade svårt att dra jämnt med Wallenstein. Han intog dock på dennes order i oktober 1632 Halle, varifrån han på order skyndade i ilmarsch till Lützen och hann fram till slaget i tid för att ingripa, men redan efter några timmar sårades han dödligt av en kanonkula och måste föras från striden. Han avled dagen därefter i Pleissenburg vid Leipzig.
I hans ficka hittades ett blodigt brev från Wallenstein som ombad honom att genast bege sig till ifrågavarande slagfält.